# Сто франков «Синяя и розовая»
Сто франков Синяя и розовая — французская банкнота, эскиз которой разработан 12 сентября 1888 года и выпускалась Банком Франции с 4 марта 1889 года до замены на банкноту сто франков Мерсон.

## История
Так же, как и банкнота двадцать франков Голубая и коричневая, эта банкнота выполнена в двух цветах. От банкноты сто франков Синяя 1882 года, данная банкнота отличается вторым цветом (розовым) и четырьмя медальонами на аверсе. Розовый цвет использовался с целью защиты банкноты от фальшивомонетчиков.
Досрочное изъятие банкнот из обращения состоялось 16 декабря 1943. Банкнота перестала быть законным платежным средством 4 июня 1945 года.
Также вышли подобные банкноты в двух-цветной серии пятьдесят франков Синяя и розовая, пятьсот франков Синяя и розовая, тысяча франков Синяя и розовая.

## Описание
Розовый цвет под названием «средство безопасности» был разработан Даниэлем-Дюпюи, Робером Дювалем Дювалем и гравёром Жюлем Робером для печати новой банкноты разработанной Полем Бодри.
Аверс отличается от предыдущей банкноты наличием четырёх медальонов с портретами женщин.
Размеры банкноты 180 мм х 112 мм

## Также
- Французский франк